# Ann Romney

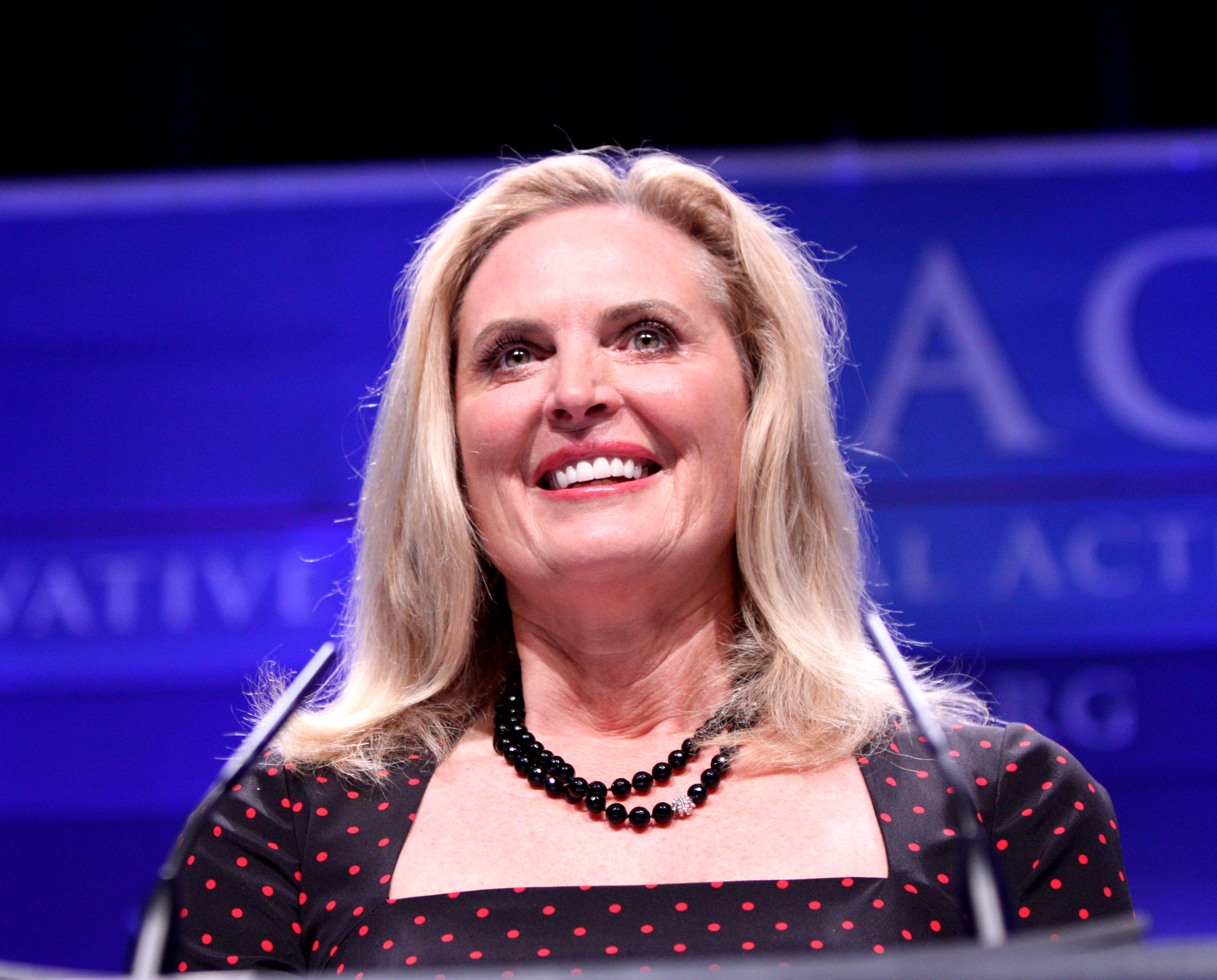
Ann Romney in februari 2011.

Ann Lois Davies Romney (Bloomfield Hills, 16 april 1949) is de echtgenote van de Amerikaanse zakenman en Republikeinse politicus Mitt Romney.
Toen Mitt Romney gouverneur was van de staat Massachusetts (2003-2007), was Ann Romney first lady.
Ann en Mitt huwden op 21 maart 1969. Ze leerden elkaar kennen toen Ann aan de mormoonse Brigham Young-universiteit was beginnen te studeren. Romney begon daarna ook aan Brigham Young te studeren. Zowel tijdens Romneys missie in Frankrijk als in zijn studententijd participeerde hij amper in de politieke protesten die toen woedden. Ann en Mitt kregen hun eerste kind, Tagg, in 1970. Ze kregen nog vier zonen in de daaropvolgende jaren: Matt (1971), Josh (1975), Ben (1978) en Craig (1981). Het koppel heeft achttien kleinkinderen.